# Голубєв Валентин Федорович
Валентин Федорович Голубєв (біл. Валянцін Фёдаравіч Голубеў, нар. 21 червня 1955, Кривий Ріг) — білоруський історик, політик.
Доктор історичних наук (тема дисертації — «Сільська громада в Білорусі в XVI—XVIII ст.»). Професор (2014). Керівник Центру спеціальних історичних наук та антропології Інституту історії Національної академії наук Білорусі.

## Біографія
Працював плиточником у будівельному тресті у м. Світлогорськ Гомельської області, служив в армії.
Закінчив історичний факультет Білоруського державного університету (1981). Пройшов стажування в університетах Женеви, Білостока, Варшави, Вроцлава, Ягеллонії, Познані та Литовського освітнього університету.
За радянських часів він був членом Комуністичної партії, однак на запрошення Зенона Позняка він увійшов до Народного фронту та балотувався від депутатів Білоруського народного фронту на південному заході Мінська. З 1990 по січень 1996 року був депутатом Верховної Ради Білорусі 12-го скликання, координатором Опозиції БНФ, секретарем Комісії Верховної Ради з міжнародних справ та економічних відносин. Один з авторів Декларації про державний суверенітет Білоруської Радянської Соціалістичної Республіки. Він був членом Конституційної комісії.
У 1991—1995 роках був заступником голови Білоруського народного фронту, голова Мінської міської організації БНФ. Брав участь у голодуванні депутатів Опозиції БНФ у квітні 1995 року проти ініційованого Олександром. Лукашенком референдуму.
У 2006 році він став першим, хто отримав нагороду імені Лева Сапеги, що дозволило йому майже рік проводити дослідження за рахунок спонсорів та викладати в 5 польських університетах. Має великий досвід викладання історичних дисциплін у Білоруському державному університеті, Білоруському державному економічному університеті та Білоруському гуманітарному ліцеї.
5 листопада 2020 року він був звільнений з Інституту історії Національної академії наук Білорусі.

## Сім'я
Одружений, має двох синів, онуку та двох онуків.

## Нагороди
Нагороджений медаллю 100 років БНР Ради Білоруської Народної Республіки.

### Книги
- Сельская абшчына ў Беларусі XVI—XVIII стст. / В. Ф. Голубеў; Нацыянальная акадэмія навук Беларусі, Інстытут гісторыі. — Мн.: Беларуская навука, 2008. — 407 с. — ISBN 978-985-08-0970-4
- Сялянскае землеўладанне і землекарыстанне на Беларусі XVI—XVIII стст. / В. Ф. Голубеў; Пад рэдакцыяй В. І. Мялешкі; Акадэмія навук Беларусі, Інстытут гісторыі. — Мн.: Навука і тэхніка, 1992. — 176 с.: іл. — ISBN 5-343-00654-Х
- Гісторыя Беларусі ад заканчэння Другой сусветнай вайны да перыяду будаўніцтва незалежнай дзяржавы (1945—2016 гг.) / В. Ф. Голубеў. — Мн.: Зміцер Колас, 2016. — 190 с. [іл.]. — ISBN 978-985-7164-19-6

### У співавторстві
- Гісторыя Беларусі ад старажытных часоў да пачатку XXI ст.: У пытаннях i адказах / В. Ф. Голубеў, Г. А. Грыгор'еў, В. І. Ермаловіч і інш. — Мн.: Экаперспектыва, 2003. — 296 с. — ISBN 978-985-469-072-5
- Гісторыя Беларусі. У 6 тамах / Рэдкалегія: М.Касцюк (галоўны рэдактар) [i інш.]. Т.2.: Беларусь у перыяд Вялікага Княства Літоўскага / Ю. Бохан, Г. Галенчанка, В. Голубеў i інш.; Рэдкалегія: Ю. Бохан, Г. Галенчанка. — Мн.: Современная школа: Экоперспектива, 2008. — 688 с.: іл. — ISBN 978-985-513-317-0
- Гісторыя Беларусі. У 6 тамах / Рэдкалегія: М.Касцюк (галоўны рэдактар) [i інш.]. Т.3: Беларусь у часы Рэчы Паспалітай XVII—XVIII стст. / Ю. Бохан, В. Голубеў, У. Емельянчык і інш.; Рэдактары Ю. Бохан, П. Лойка. — Мн.: Экаперспектыва, 2004. — 344 с.: іл. — ISBN 978-985-513-105-3
- Гісторыя сялянства Беларусі: Са старажытных часоў да 1996 г.: У 3 тамах / Я. К. Анішчанка, Г. Я. Галенчанка, В. Ф. Голубеў і інш.; Нацыянальная акадэмія навук Беларусі, Інстытут гісторыі. — Мн.: Беларуская навука, 1997—2002. — ISBN 985-08-0071-2
- З гісторыі эканамічных рэформ на Беларусі: Вучэбна-метадычны зборнік / Рэдактар В. І. Галубовіч. Выпуск 3: З гісторыі эканамічных рэформ на Беларусі / В. Ф. Голубеў, Ю. Л. Грузіцкі, І. І. Гвардзееў і інш. — Мн.: Экаперспектыва, 2003. — 88 с. — ISBN 985-469-050-4
- Нарысы гісторыі беларускай дзяржаўнасці [Тэкст]: для сяброў РГА «Таварыства аматараў ведаў (філаматаў)», выкладчыкаў, слухачоў і выпускнікоў Народнага Універсітэта / Рэдактар Ю. Хадыка; В. Голубеў, І. Кітурка; Рэспубліканскае грамадскае аб'яднанне "Таварыства аматараў ведаў(філаматаў), Народны ўніверсітэт. — Мн.: Таварыства аматараў ведаў (філаматаў), 2004. — 140 с.
- Гісторыя Беларусі ад старажытнасці да канца XVIII ст. / В. Ф. Голубеў, І. Ф. Кітурка. — СПб.: Неўскі прастор, 2014. — 170 с. ISBN 978-5-94716-256-1
- Гісторыя Беларусі ад пачатку ХІХ ст. да 1945 г. / В. Ф. Голубеў, І. Ф. Кітурка. — Мн.: Зміцер Колас, 2015. — 254 с., іл. ISBN 978-985-6992-82-0

### Статті (вибране)
- Абшчынны (копны) суд у Беларусі ў XVI—XVIII стст. // Беларускі гістарычны часопіс. — 2007. — № 1(90). — Сакавік. — С. 24 — 29.
- Вялікая аграрная рэформа XVI ст. // Спадчына. — 1993. — № 4.
- Крыніцы па гісторыі сельскай абшчыны ў Беларусі ў XVI—XVIII стст. // Беларускі гістарычны часопіс. 2009. — № 10(123). — Кастрычнік. — С. 24—30.

### Редактор
- Беларусь і Аб'яднаная Еўропа: рэаліі i перспектывы [Тэкст]: матэрыялы канферэнцыі: Беласток, 5—6 красавіка 2003, Мінск, 14—15 мая 2004 г. / Рэспубліканскае грамадскае аб'яднанне, Таварыства аматараў ведаў (філаматаў), Фонд Конрада Адэнаўэра; Редэктар В.Голубеў, А.Хадыка. — Мн.: Таварыства аматараў ведаў (філаматаў), 2004. — 95 с.
- Ці ведаеце вы гісторыю сваёй краіны? / В. Ф. Голубеў, У. П. Крук, П. А. Лойка. — Мн.: Народная асвета, 1994. — 135 с.: іл. — ISBN 985-03-0052-3
- * Ці ведаеце вы гісторыю сваёй краіны? / В. Ф. Голубеў, У. П. Крук, П. А. Лойка. 2-е выданне. — Мн.: Народная асвета, 1995. — 135 с.: іл. ISBN 985-030460-Х